# Franca Rame
Franca Rame   (Parabiago, 18 de juliol de 1929 - Milà, 29 de maig de 2013) va ser una actriu, dramaturga, activista i política italiana.
Provinent d'una família de professionals del teatre, s'inicià com a actriu de ben petita i debutà professionalment el 1951. Juntament amb el seu marit, el també dramaturg Dario Fo, van fundar la companyia Dario Fo-Franca Rame, que produí espectacles amb un alt contingut polític d'esquerres i sàtires contra l'statu quo.
Rame va continuar treballant amb Fo en diverses obres teatrals i companyies de teatre, amb un gran èxit popular i sovint eludint la censura governamental. El 1969 van cofundar Il Collettivo Teatrale La Comune, que donaria èxits com Mort accidental d'un anarquista.
Durant la dècada dels 70 va començar a escriure obres de teatre (sovint monòlegs escènics), com Grasso è bello! i Tutta casa, letto e chiesa, que presentaven una marcada tendència feminista. El 1973 fou segrestada, violada i torturada per un grup d'extrema dreta, amb la complicitat provada d'alguns oficials d'alt nivell dels carabinieri. Els agressors mai van ser condemnats i ella mai no va deixar de lluitar contra la violència masclista i la cultura patriarcal. Aquest fet donaria lloc a la seva obra més famosa, Lo stupro (La violació, 1981).
Quan Fo guanyà el 1997 el Premi Nobel de Literatura, el dedicà a la seva dona en reconeixement de l'autoria conjunta de molts dels seus muntatges i textos.
En el camp polític, Rame va afiliar-se al Partit Comunista Italià el 1967 i va destacar-se com a activista al Socors Roig Internacional, escrivint cartes per a presos polítics i assistint a les seves famílies i advocats. Posteriorment va ser senadora pel partit Itàlia dels Valors entre 2006 i 2008 amb una agenda de centre-esquerra i contra la corrupció. El 2006 va ser proposada pel seu partit candidata a la presidència d'Itàlia. Des del 2010 va ser membre independent del Partit de la Refundació Comunista.
El 2009 va escriure, juntament amb Dario Fo, la seva autobiografia: Una vita all'improvvisa. Va morir a Milà el 2013, als 83 anys, i està enterrada al Cementiri Monumental de la ciutat. Sempre s'havia imaginat el seu enterrament ple de dones, vestides de vermell i cantant. I aquell dia, les dones acomiadaren Franca Rame davant del teatre Strehler de Milà, vestides amb alguna peça vermella i cantant la cançó antifeixista italiana 'Bella ciao'.